# Křížová cesta (Most)
Křížová cesta na Zahražanech je kulturní památka, která se nachází ve městě Most v bývalé čtvrti Zahražany v Žižkově ulici. Křížová cesta se skládá z deseti dochovaných kaplí.

## Historie

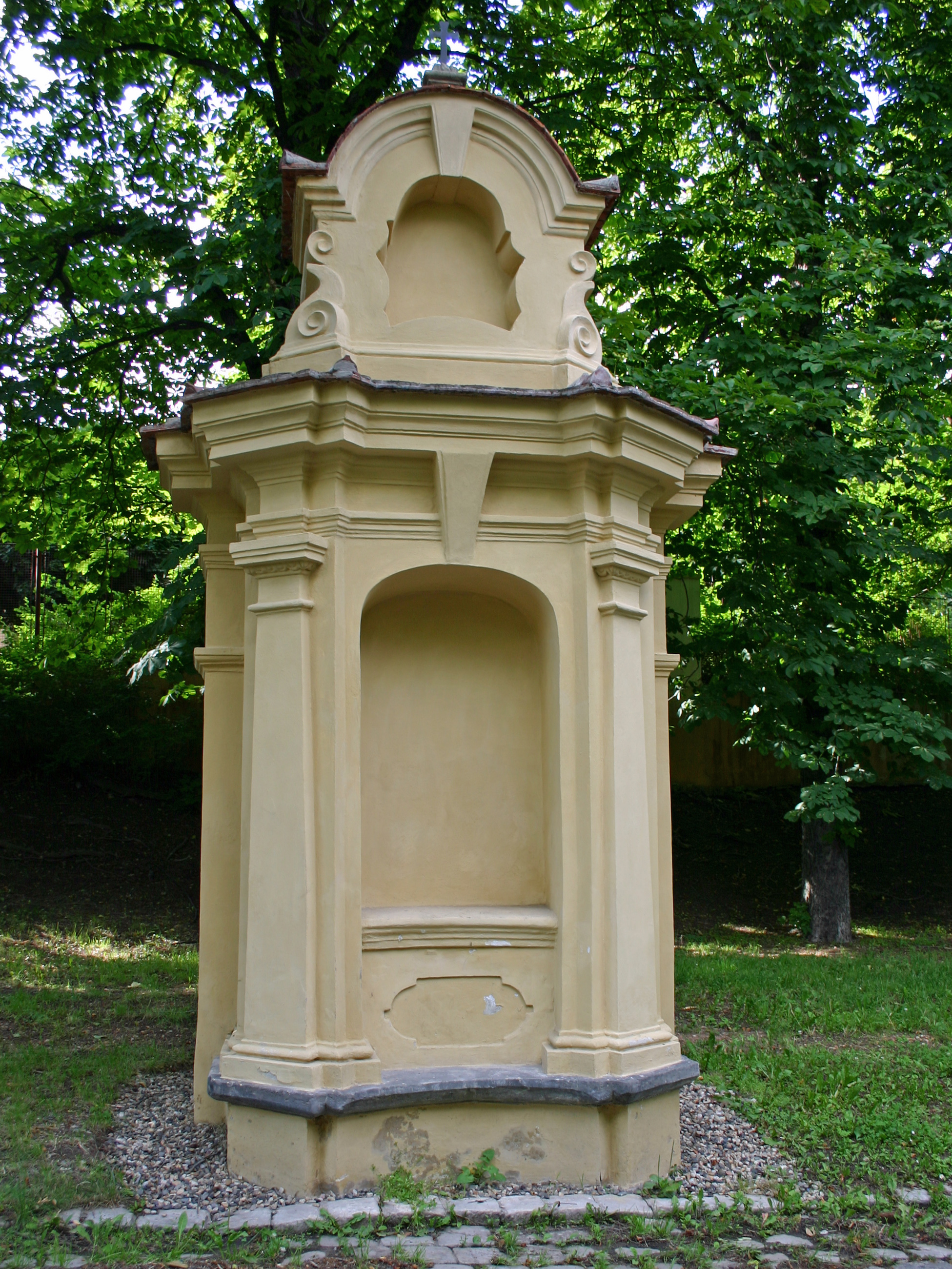
Kaple, původně 12. v pořadí, dnes osmá

Na Zahražanech stál již od středověku ženský klášter magdalenitek, který se díky sošce Panny Marie stal poutním místem. V roce 1756 založil hrabě Johann Gottfried von Schmiedl nadaci 1000 zlatých na zřízení křížové cesty. 700 zlatých mělo být použito na stavbu 14 kaplí a 300 zlatých na jejich údržbu. Základní kámen byl položen nejspíš 15. července 1761. Jednotlivá zastavení vznikla podél tehdejší cesty z Mostu do Zahražan.
Původně bylo postaveno tradičních čtrnáct zděných výklenkových kaplí s výjevy z Ježíšovy cesty na Golgotu a jeho ukřižování. První kaple se nacházela nad starým pivovarem u křižovatky ulic Na Ptáku (Vogelstange) a Gorenzovy (dnešní Žižkovy). Kaple pokračovaly Gorenzovou ulicí až k budově okresního sirotčince (dnes Nemocnice následné péče). Klášter magdalenitek byl zrušen za Josefa II., avšak křížová cesta zůstala.
V roce 1856 byla původní výmalba kaplí nahrazena freskami. Další oprava kaplí proběhla v roce 1912. V roce 1939 vyobrazení obnovil kraslický malíř Franz Gruss. Ve druhé polovině 20. století kaple opět chátraly. Při likvidaci města byly v roce 1970 první čtyři kaple dokonce zbořeny, byť byla křížová cesta 3. května 1958 vyhlášena kulturní památkou.
V letech 1990–1991 opravovala polská firma budovu léčebny dlouhodobě nemocných a při té příležitosti částečně opravila i poničené kaple.

## Současnost
Poslední rekonstrukce kaplí křížové cesty proběhla v roce 2007 a financovalo ji město Most. Obrazy již obnoveny nebyly, neboť se z původních vyobrazení nic nedochovalo.